# 2023 ve sportu
Toto je přehled sportovních událostí konaných v roce 2023.

## Alpské lyžování
- Mistrovství světa v alpském lyžování 2023
- Světový pohár v alpském lyžování 2022/2023

## Basketbal
- Euroliga v basketbalu žen 2022/2023
- Federální pohár v basketbalu žen 2023
- Mistrovství Evropy v basketbalu žen 2023
- Ženská basketbalová liga 2022/2023

## Biatlon
- Mistrovství světa v biatlonu 2023
- Světový pohár v biatlonu 2022/2023

## Cyklistika
- Mistrovství světa v silniční cyklistice 2023
- UCI World Tour 2023
- UCI ProSeries 2023

### Grand Tour
- Giro d'Italia 2023
- Tour de France 2023
- Vuelta a España 2023

## Florbal
- Mistrovství světa ve florbale žen 2023 –  Švédsko
- Mistrovství světa ve florbale mužů do 19 let 2023 –  Švédsko
- Pohár mistrů 2023 – Muži:  IBF Falun, Ženy:  Team Thorengruppen
- Livesport Superliga 2022/2023 – Tatran Střešovice
- Extraliga žen ve florbale 2022/2023 – 1. SC TEMPISH Vítkovice

## Fotbal

### Svět
- Mistrovství světa ve fotbale žen 2023

### Evropské poháry
- Liga mistrů UEFA 2022/2023
- Evropská liga UEFA 2022/2023
- Evropská konferenční liga UEFA 2022/2023
- Superpohár UEFA 2023

### Národní ligy

#### Česko
- Fortuna:Liga 2022/2023
- Fortuna:Národní liga 2022/2023
- Česká fotbalová liga 2022/2023
- MOL Cup 2022/2023

## Judo
- Mistrovství světa v judu 2023

## Lední hokej

### Svět
- Mistrovství světa v ledním hokeji 2023
- Mistrovství světa v ledním hokeji žen 2023
- Mistrovství světa juniorů v ledním hokeji 2023
- Mistrovství světa v para hokeji 2023

### Amerika
- National Hockey League 2022/2023

### Evropa
- Hokejová Liga mistrů 2022/2023

### Národní ligy

#### Česko
- Česká hokejová extraliga 2022/2023
- 1. česká hokejová liga 2022/2023
- 2. česká hokejová liga 2022/2023

## Letecký sport

### Mistrovství světa
- 19. – 25. března: Mistrovství světa FAI F3P 2023 v  Jonavě
- 19.–22. dubna: Mistrovství světa v halovém parašutismu 2023 v  Liptovském Mikuláši
- 20. května – 3. června: Mistrovství světa v paraglidingu 2023 v  Chamoux-sur-Gelon
- 1.–15. července: Mistrovství světa v plachtění 2023 v  Garray
- 26. července – 5. srpna: Mistrovství světa v akrobacii kluzáků 2023 v  Toruni
- 29. července – 5. srpna: Mistrovství světa v létání v rally 2023 v  Mâconu
- 6.–19. srpna: Mistrovství světa v závěsném létání 2023 v  Kruševu
- 22.–27. srpna: Mistrovství světa juniorů v letu balonem 2023 v  Grudziądzi
- 2.–9. září: Mistrovství světa žen v letu balonem 2023 v  Northamu
- 20.–28. října: Mistrovství světa v přesnosti paraglidingu 2023 v  Sopotu
- 24. října – 4. listopadu: Mistrovství světa v pokročilé letecké akrobacii 2023 v  Las Vegas
- 2.–16. prosince: Mistrovství světa v plachtění 2023 v  Narromine

## Motoristický sport
- Formule 1 v roce 2023
- Formule E 2022/2023

## Rugby
MS 2023

## Tenis

### Grand Slam
- Australian Open 2023
- French Open 2023
- Wimbledon 2023
- US Open 2023

### Týmové soutěže
- Davis Cup 2023
- Billie Jean King Cup 2023
- United Cup 2023

### Profesionální okruhy
- ATP Tour 2023
- WTA Tour 2023
- WTA 125 2023